# Fred Navarro
Fred Navarro (Recife, 1956) é um jornalista e escritor brasileiro. Iniciou sua carreira jornalística na década de 1970, como correspondente do semanário "Movimento", anos depois viria a trabalhar para a revista Istoé. Mudou-se para São Paulo em 1988 e se associou para criar uma empresa especializada em consultoria de texto, fotografias e tradução. Em 2004, como dicionarista, lançou o "Dicionário do Nordeste" (403 páginas, Editora Estação Liberdade). Já em 1998 ele havia publicado o livro "Assim Falava Lampião", pela mesma editora.